# Cephaloascaceae
Cephaloascaceae é uma família de leveduras da ordem Saccharomycetales. Trata-se de um táxon monotípico, contendo um único género, Cephaloascus. As espécies de esta família distribuem-se por Canadá, Japão e Reino Unido, onde crescem sobre madeira de coníferas ou sobre outros fungos, podendo estar associadas a insectos.